# Sirach (Pyrénées-Orientales)
Pour les articles homonymes, voir Sirach.
Sirach  est une ancienne commune et un hameau situé à Ria-Sirach, dans le département français des Pyrénées-Orientales.

## Géographie

### Localisation
L'ancienne commune de Sirach est située dans l'actuelle partie sud de la commune de Ria-Sirach, sur la rive droite de la Têt.

### Hydrographie
La Têt marque la limite nord de Sirach.

### Voies de communication et transports
La route nationale N 116 traverse le nord du territoire de l'ouest, en provenance de Villefranche-de-Conflent et vers l'est en direction de Codalet.

## Toponymie
Formes anciennes
Le nom de Sirach apparaît sous la forme de Ciresago en 953. On rencontre ensuite cette même forme et Cirsago au cours du XIe siècle, puis Cirach ou Cirac au XIIe siècle, Sirach ou Cirach au XIVe siècle et enfin Sirach à partir du XVIIe siècle.
En catalan moderne, le nom de la commune est Cirac. La forme archaïque Sirach est également valable, puisque correspondant aux anciennes normes qui consistaient à avoir un s plutôt qu'un c devant un i et a renforcer un c final par un h.
Étymologie
Le nom de Sirach provient d'un nom de domaine gallo-romain, Ceresacum ou Cerasacum, lui-même issu de Cerasus (un sobriquet lié à la cerise) ou de Ceresius (de Cerius), suivi du suffice -acum.

## Histoire
À l'instar de Ria, Sirach fut possession de l'abbaye Saint-Michel de Cuxa du Xe siècle à la Révolution.
La commune de Sirach est rattachée à celle de Ria le 3 mars 1822.

## Démographie
La population est exprimée en nombre de feux (f) ou d'habitants (H).
| 1358 | 1365 | 1378 | 1470 | 1515 | 1553 | 1720 | 1767  | 1774 |
| ---- | ---- | ---- | ---- | ---- | ---- | ---- | ----- | ---- |
| 14 f | 14 f | 8 f  | 7 f  | 11 f | 9 f  | 15 f | 193 H | 53 f |

| 1789 | 1793  | 1794  | 1796  | 1800  | 1804  | 1806  | 1820  | - |
| ---- | ----- | ----- | ----- | ----- | ----- | ----- | ----- | - |
| 46 f | 185 H | 240 H | 167 H | 217 H | 206 H | 169 H | 190 H | - |

Note : À partir de 1826, les habitants de Sirach sont recensés avec ceux de Ria.

## Culture locale et patrimoine
L'église Saint-Clément de Sirach fut construite au XIIe siècle : elle se composait alors d'une nef unique voûtée en berceau brisé terminée par une abside semi-circulaire voûtée en cul-de-four. L'ensemble est ensuite surélevé afin de le fortifier, et des chapelles latérales sont ensuite rajoutées au XVIIIe siècle,.